# ルパン三世 史上最大の頭脳戦
『ルパン三世 史上最大の頭脳戦』（ルパンさんせい しじょうさいだいのずのうぜん）は、バンダイナムコゲームス・バンダイレーベル（のちのバンダイナムコエンターテインメント）より2010年2月11日に発売された、アニメ『ルパン三世』を題材にしたニンテンドーDS用ゲームソフト。「頭脳系ナゾトキ潜入アクション」とされている。
2010年1月7日に東京ドームシティプリズムホールで体験会が開催され、本物のダイヤモンドがもらえる可能性があるイベントが実施された。イベントには『ルパン三世』原作者であるモンキー・パンチらが出演した。
2010年2月12日にテレビ放映された『ルパン三世 the Last Job』と連動した特別体験版（Webブラウザ版）が同日公開された。
ゲームとしては、石川五ェ門を井上真樹夫、峰不二子を増山江威子、銭形幸一を納谷悟朗、次元大介を小林清志が演じた最後の作品となった。

## ストーリー
不二子の頼みでビリゲッツ美術館から金庫を盗み出したルパンと次元。金庫の中には天才芸術家パラドックスの残した絵画の欠片が残されていた。絵画の欠片を集めると、パラドックスの遺産の在処が分かるらしい。それを聞いたルパンは次元とパラドックスの館に向かう。

## 登場人物
ルパン三世
声 - 栗田貫一
次元大介
声 - 小林清志
石川五ェ門　
声 - 井上真樹夫
峰不二子
声 - 増山江威子
銭形幸一
声 - 納谷悟朗

### オリジナルキャラクター
サイモン・パラドックス
声 - 青野武
天才肌の謎の総合芸術家。絵画、彫刻をはじめ建築物までアートとして昇華させてしまう。世界各地に点在する館に彼が残した国宝級の財宝の秘密が隠されているという噂がある。
ソンドラ・パラドックス
声 - 名塚佳織
サイモン・パラドックスの娘。小さな美術館の館長をしている。物静かな性格だが、内に熱いものを秘めている。
ビリゲッツ
声 - 茶風林
大富豪のアートブローカー。ルパンいわく、芸術品の売買で財をなした成金。
レポーター／警官隊
声 - 伊牟田大

## スタッフ
- ディレクター：安藤仁英
- 脚本：小澤俊介
- IQミッション出題・監修：雅孝司
- キャラクターデザイン・総作画監督：平山智
- 音楽：大野雄二
- 音響監督：加藤敏
- 協力：加藤州平
- 総合監修：トムス・エンタテインメント
- プロデューサー：折原綱義
- エグゼクティブプロデューサー：青山勝治
- 総合プロデューサー：金坂吉久
- 制作協力：トムス・エンタテインメント、日本テレビ音楽、バップ、東北新社、猿楽庁、有限会社ラックプラス、ポールトゥウィン
- 企画・制作：バンダイナムコゲームス、ネクスエンタテインメント